# Famille Gaultier de Brûlon
Pour les articles homonymes, voir Gaultier.
La famille de Gaultier de Brûlon est une famille de la noblesse française d'Ancien Régime sur preuves de noblesse de 1578. Elle est présente en Bretagne et en Anjou. La famille est éteinte en ligne masculine. 

## Histoire
C'est une famille noble qui de Château-Gontier alla se fixer à Saint-Laurent-des-Mortiers, au château de Brûlon. Lancelot de Brée vendit la châtellenie de Brûlon et les fiefs du Douet-Sauvage du consentement de Catherine de Chauvigné à Jacques Gaultier, écuyer, seigneur de Launay-Gaultier, paroisse de Grez-en-Bouère, dont les successeurs ont pris le nom de Brûlon.[réf. nécessaire]
Les monuments épigraphiques de la famille, tant à Château-Gontier, qu'en la chapelle de Brûlon, ont été reproduits et commentés dans l'Épigraphie de la Mayenne. A l'exception de quelques textes, ils sont l'œuvre de Jean Gaultier de Brûlon, procureur au présidial de Château-Gontier, écuyer.

## Armoiries
Les armes des Gaultier de Brûlon sont : d'azur à la flamme de gueules (sic) accompagnée en pointe de 3 étoiles. Sa devise est : Ad sidera tendo. Ce que Poisnel, ami de René Gaultier de Brûlon, explique en un quatrain : L'azur de ce blazon, le feu, les trois estoilles, Dénotent que l'autheur de cette perspective Dirige ses pensées vers l'Autheur des estoilles, Qui est le vray objet de vraye perspective.[réf. nécessaire]

## Personnalités

### Ecrivains
- Jean Gaultier de Brûlon, fils de Gervais Gaultier, de l'Aunay, et de Catherine Charlot, frère de Jacques Gaultier de Brûlon, maire de Tours, « décéda à Paris, le jour de Pasques 1596, continuant au roy ses services à l'utilité de l'Estat et honneur de la Chambre des comptes de Bretagne, dont il estoit doyen, comme il avoit faict à Monsieur le duc d'Anjou, duquel il mérita la considération ; et sa famille n'en receu pas peu de mérite et de dignité. » François Grudé indique qu'il « florissoit » en 1584 et qu'il avait écrit un livre de l'Origine, excellence et progrès de l'estat et office de maistre des comptes « lequel, ajoute le bibliographe, n'est encore imprimé »[4]. Renée Goupilleau, sa femme, était fille de Julien Goupilleau, maire d'Angers en 1563.
- René Gaultier de Brûlon, fils du précédent, seigneur de Meignanne, marié à Renée Lirochon, vint pour un temps s'établir à Laval. Renée, sa fille, y naît en 1612. M. Denais a découvert, dans la bibliothèque du Prytanée de la Flèche, un ouvrage[5] rare du sieur de Meignanne sur la géométrie. Le seigneur de Meignanne en confiant Renée, sa fille, au Monastère des Bénédictines de Laval en 1629, demandait qu'elle fût transférée au couvent de la Flèche alors en projet. Il fit même des avances d'argent, à condition que Marie, sa fille cadette, fût admise elle aussi. Mais la fondation n'aboutit pas et Renée Gaultier mourut à Laval après 68 ans de vie religieuse, le 1er janvier 1698. Son père avait donné pour la décoration de la chapelle un tableau de la Nativité qui pourrait bien être son œuvre.
- Jean Gaultier de Brûlon, neveu du précédent, fils de Jean Gaultier de Brûlon et d'Élisabeth Éveillard, procureur au présidial de Château-Gontier, maître des requêtes ordinaire de la reine, chevalier de l'ordre du roi, se vit obligé de défendre ses droits à la noblesse contre des détracteurs. Il est l'auteur, au moins pour la grande partie, des inscriptions à la louange de ses ancêtres conservées dans la chapelle de Brûlon (aujourd'hui au Logis seigneurial de la Juquaise), et aussi de Considérations sur la merveilleuse apparition de N.-S. -J.-C. arrivée aux Ulmes et pour en montrer la vérité à ceux qui la contestent (Angers, 1668). Gilles Ménage, son cousin, entretenait correspondance avec lui. Il mourut en 1694. Chevalier de l'ordre de Saint-Michel, 1643, il épousa : 1° Marie de Chazé, dame de l'Églorière, dont il eut sept enfants, au nombre desquels Élisabeth, femme de François de La Boullaye-Le Gouz, le célèbre voyageur ; 2° Suzanne de Villeprouvée, fille de Charles de Villeprouvée, dont il eut dix enfants et qui mourut le 27 mars 1674. « Sa maison prospéroit sous sa conduite, dit son épitaphe, et sa naissance, ornée de générosité, la rendoit recommandable, comme héritière des vertus de ses ayeuls ». Le père de cette nombreuse famille fut enterré, le 4 janvier 1694, dans l'église de Saint-Laurent-des-Mortiers. Il meurt lors d'une mission diplomatique à Ispahan en 1668. Élisabeth, femme de François de La Boullaye-Le Gouz, qui avait continué d'habiter à Saint-Laurent-des-Mortiers, se retira à l'Églorière en Livré.

### Maires
- Jacques Gaultier de Brûlon, fils de Gervais Gaultier de Brûlon, maire de Tours, n'était pas le premier du nom, mari de Perrine Pescherat, mais son fils, nommé lui aussi Jacques, qui avait épousé Rose Poitras. Tous deux furent présidents au présidial de Tours, tous deux aussi conseillers au parlement de Bretagne, le père du 15 septembre 1570 au 24 juillet 1591, † à Bazouges-sur-le-Loir près la Flèche le 21 décembre 1625 ; le fils, du 24 juillet 1591 au 30 avril 1610 ; il vivait en 1626[6]. Sa postérité s'établit en Touraine où vivait en 1666 M. Gaultier, sieur de la Fontaine, « germain de M. Gaultier de Brûlon ». Perrine Gaultier, fille de Jacques Gaultier, président du présidial de Tours et de Rose Poitras est l'épouse de Claude de Launay-Razilly administrateur et négociant français, faisant fonction de gouverneur de l'Acadie de 1636 à 1638.

### Autres membres notables
- Gervais Gaultier de Brûlon, petit-fils de Louis Gaultier, ancien procureur du duché de Beaumont au siège de Château-Gontier, et fils de Pierre Gaultier et de Françoise Peis, soutint « l'intérêt de deux reines et des loix et des lys, exposa biens et vie au soustien de la foy », dit l'épitaphe collective de la famille. Seigneur de Meignanne en Grez-en-Bouère, il y habitait avec Catherine Charlot, sa femme, et Madeleine, sa fille, y naît en 1552. Il mourut octogénaire en 1584, et fut inhumé dans l'Église Saint-Rémi de Château-Gontier, où sa femme alla le rejoindre le 15 août 1585. Son portrait est au château de Vaux.
- René-François Gaultier de Brûlon, seigneur de la Juquaise, mari de Renée Aubry, décédée en 1738, demeurait à Soulaines en 1743, et son frère, François, à Paris.
- Louis-Jean-Jacques Gaultier de Brûlon, de Lué, émigré, prête à Angers le serment de fidélité à la Constitution, le 20 octobre 1800[7].
- René-François Gaultier de Brûlon, dit le chevalier de Brûlon, fils cadet de Jean-François Gaultier de Brûlon et d'Urbaine-Anne du Boul, marié en 1775 à Marie-Charlotte Roland, « émit à la réunion électorale d'Angers, dit M. Bougler, des opinions assez avancées pour le temps, et fut l'un des commissaires élus pour la rédaction du cahier de l'ordre ». Il est mort en 1818 colonel de gendarmerie. Une allée au nom du colonel existe à Brain-sur-l'Authion.

### Sources et bibliographie
- « Famille Gaultier de Brûlon », dans Alphonse-Victor Angot et Ferdinand Gaugain, Dictionnaire historique, topographique et biographique de la Mayenne, Laval, A. Goupil, 1900-1910 [détail des éditions] (BNF 34106789, présentation en ligne)